# Tatiana Orcy
Tatiana Orcy (Porto Alegre, Rio Grande do Sul, 5 de abril de 1972) é uma atleta brasileira que foi a primeira gaúcha da modalidade do Atletismo a participar de um Campeonato do Mundo de Atletismo Indoor (PARIS Indoor 1997 ATHLETICS WORLD CHAMPIONSHIPS). 
Teve a honra de correr a sua eliminatória de 60 metros com a recordista do mundo a russa Irina Privalova.

## O Começo no Atletismo
Começou na modalidade em 1984, com 12 anos, incentivada pelo Prof. Günther (seu professor de Educação Física na Escola Piratini).
Já em 1985 foi convidada a integrar o grupo de atletismo da SOGIPA, na categoria de Infantil. Permanecendo no clube até 1989 e já na categoria de Juvenil, quando então passa a treinar com o ainda estudante de Educação Física da UFRGS, Paulo Nicknich.

## 1ª Fase: Competindo pela ADIPA/RS
Já conhecida pelo seu potencial esportivo e força de vontade, porém ainda sem resultados de grande relevância muda-se para um novo clube em 1990, a ADIPA - Associação Desportiva do Instituto Porto Alegre. Assim tem início um novo projeto com o seu treinador e o Prof. Soutinho da ADIPA.
Neste mesmo ano consegue o índice nos 100 metros para poder participar no Campeonato Brasileiro Juvenil, porém a duas semanas da competição lesiona-se num dos joelhos durante uma sessão de treino.
1991, no mês de Abril vence o Campeonato Estadual Juvenil, em Maio no VI Troféu João Carlos de Oliveira na cidade paranaense de Ponta Grossa faz o seu melhor resultado nos 100 metros (12,07) e duas semanas depois em Porto Alegre vence o Campeonato Estadual Adulto (100m e 200 metros). No começo de Junho em Criciúma/SC vence os 200metros da COPA SUL com novo recorde pessoal (247), uma semana depois é 3ª colocada nos 100 e 200m do Campeonato Brasileiro Juvenil (Maringá) obtendo assim a sua primeira convocação para integrar a seleção brasileira no Campeonato Sulamericano Juvenil (Assunção/PARAGUAI). Participa pela primeira vez do Troféu Brasil Adulto de Atletismo nos 100 e nos 200 metros, assistindo as respectivas finais da arquibancada com a colega Lucimar Moura.
No Campeonato Sulamericano Juvenil é campeã correndo nos dois revezamentos (4x100 e 4x400 metros). Já terminando a época, surge o melhor que seria a sua participação no IX Troféu Brasil Juvenil a ser realizado na sua cidade natal, Porto Alegre. Retornou a pista do seu antigo clube e mostrou a sua superioridade ao vencer as duas provas de velocidade, os 100 e os 200 metros com bons tempos (12,30 e 24,90).

## Melhores marcas em Pista ao Ar Livre (OUTDOOR)
| Ano  | Prova                | Resultado | Local                  |
| 1998 | 60 metros            | 7.5 *     | Maia, PORTUGAL         |
| 1997 | 100 metros           | 11.62     | Maia, PORTUGAL         |
| 1996 | 100 jardas           | 10.9 *    | Maia, PORTUGAL         |
| 1999 | 100 jardas           | 11.15     | Maia, PORTUGAL         |
| 1998 | 150 metros           | 18.0 *    | Maia, PORTUGAL         |
| 1997 | 200 metros           | 23.86     | Maia, PORTUGAL         |
| 1996 | 300 metros           | 40.30     | Maia, PORTUGAL         |
| 1998 | 400 metros           | 56.90     | Lichtenfels, ALEMANHA  |
| 1994 | 100 c/barreiras      | 15.0 *    | Americana/SP, BRASIL   |
| 1991 | 400 c/barreiras      | 70.00     | Santa Fé, ARGENTINA    |
| 1993 | Salto em distância   | 5,38m     | Montevidéu, URUGUAI    |
| 1994 | 4x100 metros         | 46.90     | Rio de Janeiro, BRASIL |
| 2003 | 4x400 metros         | 3'58"37   | Guimarães, PORTUGAL    |
| 1996 | Rev. 400/300/200/100 | 2'15"5 *  | Maia, PORTUGAL         |

(*) = cronometragem manual

## Melhores marcas em Pista Coberta (INDOOR)
| Ano  | Prova        | Resultado | Local             |
| 1997 | 60 metros    | 7.54      | Braga, PORTUGAL   |
| 1998 | 200 metros   | 24.49     | Espinho, PORTUGAL |
| 1997 | 300 metros   | 40.95     | Braga, PORTUGAL   |
| 1997 | 400 metros   | 59.51     | Braga, PORTUGAL   |
| 1996 | 4x400 metros | 3'55"52   | Braga, PORTUGAL   |

## Títulos regionais e estaduais no Brasil
| 1985 | Vice Campeã Estadual Infantil - FARG, revezamento 4x75 metros - Porto Alegre/RS              |
| 1986 | Campeã Estadual Infantil - FARG, revezamento 4x75 metros - Porto Alegre/RS                   |
| 1986 | Vice Campeã na corrida de 75 metros                                                          |
| 1986 | Campeã Estadual Menor - FARG, revezamento 4x100 metros - Porto Alegre/RS                     |
| 1988 | Vice Campeã Estadual Juvenil - FARG, revezamento 4x100 metros - Porto Alegre/RS              |
| 1988 | Vice Campeã Estadual Adulto - FARG, corrida de 100 metros - Porto Alegre/RS                  |
| 1988 | Campeã Estadual Menor - FARG, corrida de 100 metros - Porto Alegre/RS                        |
| 1988 | Vice Campeã na corrida de 200 metros                                                         |
| 1988 | Campeã no revezamento 4x100 metros                                                           |
| 1989 | Campeã Estadual Adulto - FARG, corrida de 100 metros - Porto Alegre/RS                       |
| 1989 | Campeã na corrida de 200 metros                                                              |
| 1989 | Campeã na corrida de 400 metros                                                              |
| 1989 | Campeã no revezamento 4x100 metros                                                           |
| 1989 | Campeã no revezamento 4x400 metros                                                           |
| 1990 | Vice Campeã Estadual Juvenil - FARG, corrida de 100 metros - Porto Alegre/RS                 |
| 1990 | Vice Campeã na corrida de 200 metros                                                         |
| 1990 | Vice Campeã na corrida de 400 metros                                                         |
| 1990 | Vice Campeã no revezamentos 4x100 metros                                                     |
| 1990 | Vice Campeã no revezamentos 4x400 metros                                                     |
| 1991 | Campeã Estadual Juvenil - FARG, corrida de 100 metros - Porto Alegre/RS                      |
| 1991 | Campeã na corrida de 100 c/barreiras                                                         |
| 1991 | Campeã na corrida de 200 metros                                                              |
| 1991 | Campeã Estadual Adulto - FARG, corrida de 100 metros - Porto Alegre/RS                       |
| 1991 | Campeã na corrida de 100 c/barreiras                                                         |
| 1991 | Campeã Ena corrida de 200 metros                                                             |
| 1991 | Vice Campeã no revezamento 4x400 metros                                                      |
| 1991 | Campeã da Copa Sul, corrida de 200 metros - Criciúma/SC                                      |
| 1991 | Campeã Troféu Brasil Juvenil, corrida de 100 metros - Porto Alegre/RS                        |
| 1991 | Campeã na corrida de 200 metros                                                              |
| 1992 | Campeã Estadual Adulto - FARG, corrida de 100 metros - Porto Alegre/RS                       |
| 1992 | Campeã na corrida de 200 metros                                                              |
| 1992 | Campeã na corrida de 400 metros                                                              |
| 1992 | Campeã dos XXXV Jogos Abertos do Paraná, corrida de 100metros — Foz do Iguaçu/PR             |
| 1992 | Campeã na corrida de 200 metros                                                              |
| 1992 | Campeã no revezamento 4x100 metros                                                           |
| 1992 | Vice Campeã no revezamento 4x400 metros                                                      |
| 1992 | representando a cidade de Ponta Grossa/PR                                                    |
| 1993 | Campeã Estadual Adulto - FARG, corrida de 100 metros - Porto Alegre/RS                       |
| 1993 | Campeã na corrida de 200 metros                                                              |
| 1993 | Campeã na corrida de 400 metros                                                              |
| 1993 | Campeã dos XXXVI Jogos Abertos do Paraná, corrida de 100metros — Apucarana /PR               |
| 1993 | Campeã na corrida de 200 metros                                                              |
| 1993 | Campeã no revezamento 4x100 metros                                                           |
| 1993 | Campeã no revezamento 4x400 metros                                                           |
| 1993 | representando a cidade de Ponta Grossa/PR                                                    |
| 1993 | Campeã dos XXV Jogos Intermunicipais do Rio Grande do Sul, corrida de 100 metros - Osório/RS |
| 1993 | Campeã na corrida de 200 metros                                                              |
| 1993 | Campeã na corrida de 400 metros                                                              |
| 1993 | Campeã no revezamento 4x100 metros                                                           |
| 1993 | Campeã no revezamento 4x400 metros                                                           |
| 1993 | representando a cidade de Canoas/RS                                                          |
| 1993 | Vice Campeã dos Jogos Abertos do Interior de São Paulo, corrida de 200 metros - Campinas/SP  |
| 1993 | representando a cidade de Guarulhos/SP                                                       |